# Executoriale titel
Een executoriale titel (of uitvoerbare titel) is het originele stuk dat een deurwaarder nodig heeft om tot executie te kunnen overgaan. Met executie wordt in dit geval bedoeld de tenuitvoerlegging.
Het Wetboek van Burgerlijke Rechtsvordering bepaalt dat de grossen van in Nederland gewezen vonnissen, van beschikkingen van de Nederlandse rechter en van in Nederland verleden authentieke akten alsmede van andere bij de wet als executoriale titel aangewezen stukken in geheel Nederland kunnen worden ten uitvoer gelegd. Het Wetboek van Strafvordering bepaalt dat de benadeelde partij die zich in een strafzaak heeft gevoegd, een afschrift van het vonnis of arrest krijgt om zelf het vonnis ten uitvoer te doen leggen op de wijze bepaald voor vonnissen in burgerlijke zaken.
De meest voorkomende executoriale titel is de grosse van een gerechtelijk vonnis. De grosse is een gewaarmerkt afschrift van een ambtelijk document waarop vermeld moet staan: In naam van de Koning. Alleen met de originele grosse mag een deurwaarder een vonnis ten uitvoer leggen.
Ook een beschikking van een gerechtelijke instantie kan een executoriale titel geven. Dit is bijvoorbeeld het geval bij arbeidsrechtelijke kwesties. Ook in dat geval moet het om de grosse gaan. 
Een derde categorie wordt gevormd door de zogenaamde authentieke akte. Een dergelijke akte, meestal een notariële akte, kan, zoals geregeld in de Wet op het notarisambt, zonder tussenkomst van een rechter ten uitvoer worden gelegd. Ook voor zo'n akte geldt dat die alleen geëxecuteerd kan worden als de vermelding In naam van de Koning erop staat. Deze aktes worden door notarissen met name opgemaakt voor de hypotheeknemer, de bank die een hypothecaire lening heeft verstrekt. Als de schuldenaar in gebreke blijft, kan de bank dus zonder tussenkomst van een rechter overgaan tot verkoop van het met hypotheek belaste goed.
Alvorens met een executoriale titel de executie kan beginnen, moet in alle gevallen de titel eerst betekend worden aan de schuldenaar of aan diens adres.

## Historie vermelding in hoofd
Tot 30 april 2013 luidde de vermelding In naam der Koningin. Deze is opgevolgd door In naam des Konings na de troonsbestijging door koning Willem-Alexander. Per 1 juli 2015 is deze tekst vervangen door In naam van de Koning door een wijziging van de betreffende wetten. Alle drie deze vermeldingen kunnen voorkomen in een akte, maar fouten hierin kunnen de akte hun kracht ontnemen.